# 河西站
河西站，位于新疆维吾尔自治区哈密市伊州区，是红淖三铁路的货运站。河西站所属的标段由中铁四局承建。